# Salade normande
 (mai 2020).
Si vous disposez d'ouvrages ou d'articles de référence ou si vous connaissez des sites web de qualité traitant du thème abordé ici, merci de compléter l'article en donnant les références utiles à sa vérifiabilité et en les liant à la section « Notes et références ».
La salade normande est une spécialité culinaire de Normandie.
Il s’agit d’une salade composée de scarole, pommes de terre, céleri et pommes fruits arrosés de cidre avec une mayonnaise.